# Dammit (Growing Up)
«Dammit» (иногда указывается название «Growing Up») — песня американской рок-группы Blink-182, выпущенная 23 сентября 1997 года как второй сингл с альбома «Dude Ranch». Песня описывает ситуацию когда молодой  человек встретил свою девушку после расставания с другим парнем, песня о взрослении и возмужании.
Сингл стал первым хитом группы, который достиг 11-го места в Hot Modern Rock Tracks и большую ротацию на ведущих радиостанциях страны. Музыкальный клип был снят режиссерами Дарреном Доаном и Кеном Даурио, ранее уже сотрудничавшими с группой и рассказывает о троице, посетившей «предварительный просмотр» в кинотеатре, где один из приятелей пытается вернуть свою бывшую подругу. «Dammit» была включена в альбом «Greatest Hits» 2005 года.

## История
Марк Хоппус написал песню о вымышленном расставании с девушкой за короткий промежуток времени. Хоппус описал подробно ситуацию когда бывшие любовники встречаются публично и один - с кем-то новым. Гитарная линия для «Dammit» была написана на акустической гитаре, у которой не хватало двух струн. Том Делонг считал песню прорывом в написании песен группой.
Песня была записана в период с декабря 1996 года по январь 1997 года в Big Fish Studios в Энсинитасе, Калифорния. Во время записи песни у  Марка были проблемы с голосовыми связками и голос получился грубым, что не подходило для живого исполнения, из-за этого на концертах песню исполнял Делонг, а после его ухода в 2015 году Мэтт Скиба.
Песня «Dammit» вошла в очень хорошую ротацию на ключевых радиостанциях и стала первым хитом группы. MCA Records запланировали выпуск сингла после того, как группа закончит на Vans Warped Tour 1997 года, чтобы улучшить её продвижение на радио. В августе 1997 года лейбл стал продвигать трек на радиостанциях Южной Калифорнии, где она попала в хорошую ротацию наряду с хитами Green Day и The Offspring. В ноябре 1997 песня находилась в ротации всех ведущих рок радиостанций, а в декабре в ротацию MTV попал клип.

## Оценка критиков
В 1998 году Крис Нельсон в своей статье на MTV News написал, что песня со своим стаккато-ритмом и меланхоличным поп-духом напоминает чикагских панков Screeching Weasel и эмоциональное раздражение группы Descendents. Скотт Хейзел из Alternative Press назвал «Dammit» «идеальной панк-песней, все её знают и вероятно сейчас она исполняется кем-то в чьем то подвале». В 2012 году журнал «Complex» включил трек в "25 удивительных музыкальных моментов в истории кино" за исполнение его в фильме «Не могу дождаться».

## Музыкальное видео
Музыкальное видео для «Dammit» было снято режиссерами Дарреном Доаном и Кеном Даурио, которые также снимали первый клип группы «M+M’s» в 1995 году. По сюжету клипа Хоппус пытается отбить свою бывшую девушку у её нового любовника в кинотеатре. Менеджер группы Рик ДеВо снялся в эпизодической роли в клипе в качестве работника кафе в кинотеатре. Хоппусу и ДеЛонгу очень понравилось как ДеВо изобразил своего персонажа, они попросили у Доана большее время на экране для него.

## В популярной культуре
Песня звучала в молодёжной комедии 1998 года «Не могу дождаться» во время сцены, в которой полиция разгоняет домашнюю вечеринку. Песня также была включена в музыкальную видеоигру «Guitar Hero World Tour», а также в игровом представлении Трэвиса Баркера, которое становится доступным для игры после завершения песни в барабанной карьере.
Каверы на песню исполняли All Time Low, Cloud Control, FIDLAR, Good Charlotte, Of Mice & Men и Pierce the Veil, Best Coast.
Также песня трижды звучит в фильме «Парень из пузыря».

## Чарты и сертификации
| Чарт (1997–98)                        | Наивысшая позиция position |
| ------------------------------------- | -------------------------- |
| Австралия (ARIA)                      | 34                         |
| Canada Alternative 30 (RPM)           | 15                         |
| US Hot Modern Rock Tracks (Billboard) | 11                         |
| US Hot 100 Airplay (Billboard)        | 61                         |
| US Mainstream Rock Tracks (Billboard) | 26                         |

| Чарт (1998)                           | Позиция position |
| ------------------------------------- | ---------------- |
| US Hot Modern Rock Tracks (Billboard) | 27               |